# 反国教会廃止主義

イングランド国教会を管理するカンタベリー大主教の紋章

反国教会廃止主義（はんこっきょうかいはいししゅぎ、英語: Antidisestablishmentarianism、 [ˌæntidɪsɪˌstæblɪʃmənˈtɛəriənɪzəm] ( 音声ファイル), アメリカ英語: [ˌæntaɪ-] ( 音声ファイル)）は、19世紀のイギリスで発展した政治運動、およびその思想を指す。運動の主な目的は自由党が推進している国教会廃止主義（聖公会のイングランド、アイルランド、ウェールズにおける国教という地位は取り除くべきという思想）への反対である。
イングランド国教会は現代でもイングランドの国教であるが、アイルランド聖公会は1871年に国教としての役割を終え、ウェールズではイングランド国教会の4主教区が1920年に国教としての役割を終えウェールズ聖公会として分離独立した。
"Antidisestablishmentarianism"という語彙は28文字と12の音節（an-ti-dis-es-tab-lish-ment-ar-i-an-is-m）があり、英語における長大語の1つとされる。

## 歴史
イングランド国教会の廃止問題は、イギリスの君主がイングランド国教会最高支配者であると定められていることも相まって、長らく議論されていた（1701年王位継承法も参照）。
2014年4月、イギリスの副首相で自由民主党党首のニック・クレッグは、イングランド国教会とイギリスという国は「長期的には」分離すべきという考えを示した。一方、首相デイヴィッド・キャメロンはこの考えを自由民主党の長期的な目標の1つとし、保守党の目標ではないとコメントした上で、国教会の存在が有益であるとの考えを示した。

## 関連図書
- Adrian Hastings, Church and State: the English Experience (Exeter: University of Exeter Press, 1991.)